# Антонеску, Крин
Крин Антоне́ску (рум. Crin Antonescu; род. 21 сентября 1959, Тулча) — румынский государственный и политический деятель, бывший председатель Национальной либеральной партии Румынии (2009—2014) и бывший председатель Сената Румынии (2012—2014). Кандидат на президентских выборах 2025 года.

## Биография
Родился 21 сентября 1959 года в городе Тулча.

### Образование
Окончил исторический факультет Бухарестского университета в 1985 году, после чего работал учителем истории. С 1989 по 1990 год являлся куратором Тулчинского музея истории и археологии.

### Политическая деятельность
С 1996 по 2008 год являлся членом Палаты депутатов Румынии. На парламентских выборах 2008 года Крин Антонеску был избран сенатором Румынии от Бухареста. 16 декабря 2008 года стал вице-председателем Сената Румынии, ушёл с должности 30 августа 2009 года. Крин Антонеску участвовал в президентских выборах 2009 года, занял третье место с результатом в 20,02 %. Во втором туре поддержал кандидата от Социал-демократической партии Мирчу Джоанэ.
5 февраля 2011 года, Национал-либеральная партия Румынии образовала коалицию с социал-демократами и консерваторами, в мае 2012 года лидер социал-демократов Виктор Понта был избран премьер-министром Румынии.
3 июля 2012 года Крин Антонеску был избран председателем Сената Румынии. 6 июля 2012 года парламент вынес президенту Румынии Траяну Бэсеску импичмент. Тогда же Крин Антонеску стал исполняющим обязанности президента Румынии. 21 августа Конституционный суд Румынии признал несостоявшимся референдум об импичменте, в связи с чем Бэсеску получил право вернуться к исполнению своих обязанностей. После 2014 года Антонеску начал покидать политику, уйдя в отставку со своей последней политической должности в конце февраля 2015 года.

### Возвращение в политику
На президентские выборы 2025 года Антонеску был выбран единым кандидатом от действующей правительственной коалиции (СДП, НЛП и ДСВР) в рамках избирательного альянса «Румыния вперёд», после того как в результате отменённых президентских выборов в 2024 году кандидаты от трёх партий не прошли во второй тур, проиграв ультраправому кандидату Джорджеску и либеральной Ласкони.